# Албіна (Тіміш)
Албіна (рум. Albina) — село у повіті Тіміш в Румунії. Входить до складу комуни Мошніца-Ноуе.
Село розташоване на відстані 396 км на північний захід від Бухареста, 12 км на південний схід від Тімішоари.

## Населення
За даними перепису населення 2002 року у селі проживали 279 осіб, з них 277 осіб (99,3%) румунів. Рідною мовою 277 осіб (99,3%) назвали румунську.